# المناوات
قرية المنوات هي إحدى القرى التابعة لمركز أبو النمرس في محافظة الجيزة في جمهورية مصر العربية. حسب إحصاءات سنة 2006، بلغ إجمالي السكان في المنوات 22222 نسمة، منهم 11439 رجل و10783 امرأة.